# Dmaths
Dmaths est un logiciel libre sous licence GNU GPL qui s'intègre à OpenOffice.org et à StarOffice sous forme d'une barre de fonctions, de raccourcis claviers, de galeries.
Il permet d'écrire des formules mathématiques, de faire des diagrammes, de tracer des figures et autres courbes plus rapidement et plus simplement.
Il fut développé au départ pour StarOffice 5.2.
Ce logiciel constitué d’un jeu de macros a été créé par Didier Dorange-Pattoret.
Depuis, une association pour sa promotion a été créée : le club Dmaths.
Dmaths existe pour GNU/Linux, Windows et Mac OS X.
Dmaths est un projet soutenu par l'association Sésamath.